# خوش‌خوان کاکل‌زری
خوش‌خوان کاکل‌زری (نام علمی: Euphonia luteicapilla) نام یک گونه از سرده سهره‌های خوش‌خوان است.